# بالوما أدرادوس
بالوما أدرادوس (من مواليد 16 أبريل 1957) هي سياسية إسبانية من حزب الشعب، ,عمدة بوزويلو دي ألاركون بين عامي 2011 و2015 ، ومنذ ذلك الحين عملت رئيسة جمعية مدريد حتى عام 2019، عندما أصبحت نائبة أول للرئيس.

## السيرة الشخصية
بعد تخرجها في القانون بدأت العمل في الاتحاد الاسباني لمنظمات الأعمال، وتولت مسؤولية منطقة علاقات العمل الدولية. بعد اجتيازها منظمة العمل الدولية كمستشارة دخلت السياسة بالكامل، وانضمت إلى صفوف الحزب الشعبي. بين عامي 1997 و1999 عملت تحت إشراف خافيير أريناس وزير العمل والشؤون الاجتماعية في ذلك الوقت كمستشارة. في عام 1999 تم انتخابها نائبة إقليمية في جمعية مدريد، وشغلت منصب السكرتير الأول لمجلس الإدارة.
في يونيو 2007 تم اختيارها من قبل إسبيرانزا أغيري لتحل محل خوان خوسيه جوميز على رأس وزارة العمل والمرأة في حكومة مجتمع مدريد.
في عام 2011 تم انتخابها كمرشحة عن حزبها للترشح لمنصب عمدة مدينة بوزويلو دي ألاركون، حيث حصلت على 61.9٪ من الأصوات في انتخابات مايو 2011 حيث أصبحت عمدة في 11 يونيو 2011.
في عام 2015 حضرت مرة أخرى الانتخابات البلدية لبوزويلو كمرشحة، وكذلك الانتخابات الإقليمية. خسر حزبها 3 أعضاء في المجلس البلدي، وعلى الرغم من أنه حافظ على الأغلبية إلا أن أدرادوس لم يستحوذ على هذه العضوية واستقالت من عمل المستشار لتولي رئاسة جمعية مدريد.